# Facteur de réplication C
 (décembre 2017).
Si vous disposez d'ouvrages ou d'articles de référence ou si vous connaissez des sites web de qualité traitant du thème abordé ici, merci de compléter l'article en donnant les références utiles à sa vérifiabilité et en les liant à la section « Notes et références ».
Le facteur de réplication C (Noté RF-C pour Replication Factor-C) est une protéine ayant un rôle primordial lors de la réplication, en recrutant la protéine PCNA (Proliferative Cell Nuclear Antigen), permettant ainsi le remplacement de l'ADN polymérase α primase par l'ADN polymérase δ.